# پتر اولسک (سیاستمدار)
پتر اولسک (استونیایی: Peeter Olesk; ۲۵ دسامبر ۱۹۵۳ – ۲۵ نوامبر ۲۰۲۱) منقد ادبی، سیاستمدار و نماینده مجلس اهل استونی بود.
وی از سال ۱۹۹۰ تا ۱۹۹۳ مدیر موزه ادبیات استونی، از ۱۹۹۳ تا ۱۹۹۴ وزیر جمعیت استونی و از سال ۱۹۹۴ تا ۱۹۹۵ وزیر فرهنگ استونی بوده‌است.